# Hyposmocoma bitincta
Hyposmocoma bitincta — вид моли эндемичного гавайского рода Hyposmocoma.

## Распространение
Обитает на острове Мауи, а также на островах Кауаи и Оаху.

## Синонимы
- Aphthonetus bitincta (Walsingham, 1907)

## Личиночная стадия
Гусеницы моли живут на Acacia koa.